# Coinbase
Coinbase（NASDAQ：COIN），是一家美国加密貨幣交易所。该公司成立於2012年。截至2021年3月，Coinbase是美国交易量最大的加密货币交易所。
2021年4月13日，Coinbase在那斯達克交易所上市，成為美國首家上市的加密貨幣公司。
2025年5月，Coinbase預定19日起納入美股大盤標普500指數，成為數位資產行業的最新里程碑。

## 外部鏈接
- 官方网站